# Viking FK
A Viking Fotballklubb (röviden Viking FK vagy Viking Stavanger) egy stavangeri labdarúgóklub, amelyet 1899. augusztus 10-én alapítottak. A csapat hazai pályája a Viking Stadion, amit 2004-ben adtak át a sportnak. 
A jelenlegi nézőrekordot 2007-ben ebben a stadionban állították fel, amikor az átlagos nézőszám 15 936 volt a szezonban. A legnagyobb nézőszám 16 600 volt.
A csapat hazai pályán sötétkék felsőben, fehér nadrágban és sötétkék zokniban játszik. Idegenben a felső és a zokni fehér, a nadrág pedig sötétkék.
Viking a régió legnépszerűbb labdarúgóklubja, és 8 bajnoki győzelmével Norvégia egyik legsikeresebb csapata. A csapat a nemzeti bajnokság megalapítása óta az első osztályban játszik, leszámítva az 1966-67-es és az 1987-88-as éveket.

## Játékosok

### Jelenlegi keret
2023. április 9. szerint.
| #  |     | Poszt | Név                  |
| -- | --- | ----- | -------------------- |
| 1  | NOR | K     | Arild Østbø          |
| 2  | NOR | V     | Herman Haugen        |
| 3  | NOR | V     | Viljar Vevatne       |
| 4  | SVN | V     | David Brekalo        |
| 5  | SEN | V     | Djibril Diop         |
| 6  | AUS | KP    | Gianni Stensness     |
| 7  | AUS | CS    | Nicholas D′Agostino  |
| 8  | NOR | KP    | Markus Solbakken     |
| 9  | NOR | CS    | Lars-Jørgen Salvesen |
| 10 | NOR | KP    | Zlatko Tripić        |
| 11 | NOR | KP    | Yann-Erik de Lanlay  |
| 14 | AUS | KP    | Patrick Yazbek       |

| #  |     | Poszt | Név                  |
| -- | --- | ----- | -------------------- |
| 15 | NOR | CS    | Niklas Sandberg      |
| 16 | NOR | KP    | Kristoffer Løkberg   |
| 17 | NOR | CS    | Edvin Austbø         |
| 18 | NOR | V     | Sondre Bjørshol      |
| 19 | NOR | KP    | Sondre Auklend       |
| 20 | IDN | V     | Shayne Pattynama     |
| 21 | NOR | KP    | Harald Nilsen Tangen |
| 23 | SVN | V     | Jošt Urbančič        |
| 26 | NOR | CS    | Simen Kvia-Egeskog   |
| 27 | ISL | KP    | Birkir Bjarnason     |
| 29 | NOR | CS    | Sander Svendsen      |
| 30 | ISL | K     | Patrik Gunnarsson    |

## Sikerek
Eliteserien
- Bajnok (8): 1957–58, 1972, 1973, 1974, 1975, 1979, 1982, 1991
- Ezüstérmes (2): 1981, 1984
- Bronzérmes (10): 1947–48, 1968, 1971, 1978, 1994, 1996, 2000, 2001, 2007, 2021

Norvég Kupa
- Győztes (6): 1953, 1959, 1979, 1989, 2001, 2019
- Döntős (5): 1933, 1947, 1974, 1984, 2000